# 명시신탁
명시신탁(明示信託)이란 일반적인 신탁유형으로 신탁설정의 법정요구조건을 충족하고 재산이 소유자로부터 수탁자에게 명시적으로 이전되는 신탁을 말한다. 명시신탁은 근본적인 이익제한조치들과 이들 제한을 규정하기 위한 수단들이 즉각 공표될 때 설정된다.

## 참고 문헌
- 명순구, 현대미국신탁법, 세창출판사, 2005 ISBN 978-89-8411-124-0
- 임채웅 역, 미국신탁법 : 유언과 신탁에 대한 새로운 이해, 박영사, 2011 ISBN 978-89-6454-628-4